# RomArchive

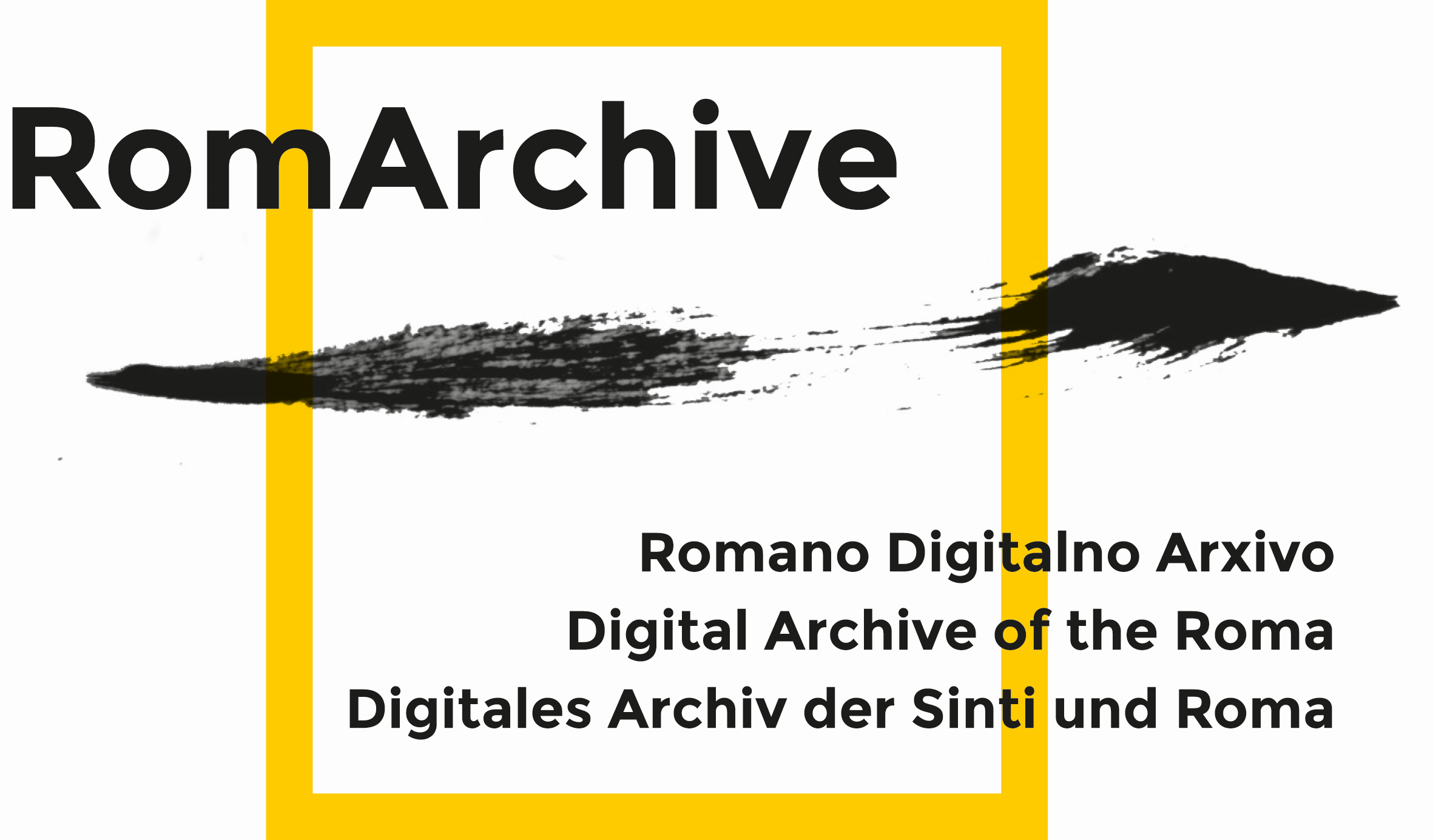
Das Logo von RomArchive

RomArchive ist ein digitales Online-Archiv, das eine Übersicht über Künste und Kulturen von Sinti und Roma gibt. Der Name ist ein Kompositum aus „Roma“ und „Archive“ (englisch „Archiv“). Die Website wurde am 24. Januar 2019 veröffentlicht.
Nach Eigenaussage ist RomArchive als stetig wachsende Sammlung an Kunst aller Gattungen konzipiert, erweitert um zeitgeschichtliche Dokumente und wissenschaftliche Positionen.
Der deutsche Bundespräsident Frank-Walter Steinmeier würdigte das Archiv als „großartige(s) Pionierprojekt, das größte jemals aufgelegte Kulturprojekt von, mit und über Sinti und Roma, (...) in dem die Selbstrepräsentation im Zentrum steht und der Reichtum und die Vielfalt der Künste und Kulturen der Sinti und Roma präsentiert werden.“ Romani Rose, Vorsitzender des Zentralrats Deutscher Sinti und Roma, sagte auf der Pressekonferenz anlässlich der Veröffentlichung: „Dieses Projekt hat für unsere Minderheit in Deutschland und Europa historische Bedeutung.“

## Aufbau
Das Archiv umfasst zehn Archivbereiche: „Bildende Kunst“, „Film“, „Literatur“, „Musik“, „Tanz“, „Theater und Drama“, den interdisziplinären Bereich „Flamenco“, „Bilderpolitik“, „Voices of the Victims“ (Selbstzeugnisse im Zusammenhang mit der Verfolgung der Sinti und Roma im Nationalsozialismus) sowie „Bürgerrechtsbewegung“. Um RomArchive international zugänglich zu machen, ist die Website mehrsprachig aufgebaut: Neben Deutsch und Englisch verwendet das Archiv von Beginn an Romanes.
Zum Zeitpunkt der Freischaltung der Website beinhaltete das Archiv etwa 5.000 Objekte. Der größte Teil der Objekte ist freigeschaltet für die Öffentlichkeit.
Neben den veröffentlichten Materialien verfügt RomArchive über ein „Internes Archiv“, in dem weiteres Material gesammelt wurde: weiterführende Dokumente, zusätzliches Bildmaterial sowie „verwaiste Werke“, deren Rechte nicht geklärt werden konnten.

## Geschichte
Die Idee für RomArchive basiert auf einer intensiven Recherche und zahlreichen Interviews, die die Projektinitiatorinnen Franziska Sauerbrey und Isabel Raabe europaweit mit Künstlerinnen, Kuratoren, Aktivisten und Wissenschaftlerinnen der Minderheit geführt haben. Ergebnis der Recherche war, dass es bei den kontaktierten Vertretern von Roma und Sinti den deutlichen Bedarf eines international zugänglichen Ortes gab, der die Kulturen und Geschichten von Roma und Sinti sichtbar macht, so dass eine webbasierte Lösung angestrebt wurde.
Von Planungsbeginn an standen dem Projekt die European Roma Cultural Foundation und der Zentralrat Deutscher Sinti und Roma beratend zur Seite. Das Prinzip des „Romani Leadership“ wurde in der Projektentwicklung von RomArchive konsequent umgesetzt: In allen entscheidenden Positionen haben Roma und Sinti das Archiv gestaltet. Ein internationaler Beirat, der hauptsächlich aus Vertretern der Minderheit bestand, begleitete die Umsetzung des Projektes und verantwortete insbesondere die „Ethischen Richtlinien“ und die „Sammlungspolitik“, die den Kuratoren bei der Erstellung ihrer Sammlungen Richtschnur war. Inklusive der verschiedenen Arbeitsgruppen waren etwa 150 Personen aus 15 Ländern an der Umsetzung des Projektes beteiligt.
Die technische Umsetzung erfolgte durch die Deutsche Kinemathek – Museum für Film und Fernsehen.

## Ziele
Hauptanliegen der Archiv-Website ist die Selbstrepräsentation von Sinti und Roma. „Wir Roma und Sinti, in Europa und darüber hinaus, erschaffen unsere eigenen Räume für Kulturproduktion, künstlerische Praxis und Wissensproduktion“, schreibt Beiratsmitglied Ethel Brooks. „Wir beanspruchen unseren Platz als Intellektuelle, KünstlerInnen und WissensproduzentInnen und richten dabei unsere Position, unsere Geschichte und unsere kulturelle Praxis neu aus.“
Die Plattform soll Stereotypen und Vorurteilen der europäischen Mehrheitsgesellschaften von Sinti und Roma selbst erzählte Narrationen entgegenstellen und so eine verlässliche Wissensplattform schaffen, die international zugänglich ist. Erklärtes Ziel ist dabei einerseits die Selbstermächtigung der Minderheit und andererseits die Bildung der Mehrheitsgesellschaften. So ist das Online-Archiv auch als Mittel konzipiert, den beständigen Fremdbeschreibungen und Stereotypen, den Roma und Sinti ausgesetzt werden, mit einer von Sinti und Roma selbst erzählten Gegengeschichte zu begegnen.
Ein weiteres Ziel ist – dem Archivgedanken folgend – „eine repräsentative Auswahl von hochrelevanten künstlerischen Beiträgen von Sinti und Roma zu unserer gemeinsamen Kulturgeschichte (zu sammeln und zu digitalisieren) und (...) sie um wissenschaftliche Perspektiven (zu ergänzen). Neben der Wissensvermittlung geht es auch um Bewahrung.“

## Organisation
Projektträgerin für den Aufbau von RomArchive von 2015 bis 2019 war die sauerbrey | raabe gUG mit den beiden Projektinitiatorinnen Isabel Raabe und Franziska Sauerbrey, die das Projekt auch bis zu seiner Realisierung als Online-Plattform leiteten. Seit dem 27. März 2019 ist das Dokumentations- und Kulturzentrum Deutscher Sinti und Roma Träger des Online-Archivs. Unter der neuen Trägerschaft soll RomArchive beständig weiter wachsen.

### Kuratorium
Für die Konzeption und Inhalte der einzelnen Archivbereiche bis zum Launch 2019 war ein internationales Kuratorenteam verantwortlich.
- Thomas Acton, Soziologe (Großbritannien), Kurator Archivbereich „Bürgerrechtsbewegung der Sinti und Roma“
- Katalin Bársony, Filmemacherin (Ungarn), Kuratorin Archivbereich „Film“
- Isaac Blake, Tänzer und Choreograf (Großbritannien), Kurator Archivbereich „Tanz“
- Beate Eder-Jordan, Vergleichende Literaturwissenschaftlerin (Österreich), Kuratorin Archivbereich „Literatur“
- Karola Fings, Historikerin (Deutschland), Kuratorin Archivbereich „Voices of the Victims“
- Petra Gelbart, Musikerin und Musikethnologin (Tschechische Republik/USA), Kuratorin Archivbereich „Musik“
- Tímea Junghaus, Kunsthistorikerin und Kuratorin (Ungarn), Kuratorin Archivbereich „Bildende Kunst“
- Angéla Kóczé, Soziologin (Ungarn), Kuratorin Archivbereich „Bürgerrechtsbewegung der Sinti und Roma“
- Anna Mirga-Kruszelnicka, Anthropologin (Polen), Kuratorin Archivbereich „Bürgerrechtsbewegung der Sinti und Roma“
- Gonzalo Montaño Peña, Musikwissenschaftler (Spanien), Kurator Interdisziplinärer Bereich „Flamenco“
- André Raatzsch, Medienkünstler und Theoretiker (Deutschland), Kurator Archivbereich „Bilderpolitik“
- Dragan Ristić, Kulturmanager, Theaterregisseur, Musiker (Serbien), Kurator Archivbereich „Theater & Drama“
- Jan Selling, Historiker (Schweden), Kurator Archivbereich „Bürgerrechtsbewegung der Sinti und Roma“
- Miguel Ángel Vargas, Kunsthistoriker, Theaterregisseur, Schauspieler, Musiker (Spanien), Co-Kurator Archivbereich „Theater & Drama“

### Beirat
Ein internationaler Beirat unterstützte und beriet die Kuratoren und bestimmte die strategischen Richtlinien des Projekts. Er bestand aus Künstlern, Wissenschaftlerinnen und Aktivisten.
- Pedro Aguilera Cortés, Politikwissenschaftler (Spanien)
- Gerhard Baumgartner, Historiker (Österreich)
- Nicoleta Bitu (Vorsitzende), Demokratischer Bund der Rumänischen Roma (Rumänien)
- Klaus-Michael Bogdal (stellvertretender Vorsitzender), Literaturwissenschaftler (Deutschland)
- Ethel Brooks, Soziologin (USA)
- Ágnes Daróczi, Aktivistin (Ungarn)
- Merfin Demir (stellvertretender Vorsitzender), Terno Drom e. V. – interkulturelle Jugendselbstorganisation von Roma und Nicht-Roma in Nordrhein-Westfalen (Deutschland)
- Jana Horváthová, Museum der Roma-Kultur (Tschechien)
- Zeljko Jovanovic, Roma Initiatives Office (Ungarn)
- Oswald Marschall, Dokumentations- und Kulturzentrum Deutscher Sinti und Roma (Deutschland)
- Moritz Pankok, Galerie Kai Dikhas (Deutschland)
- Romani Rose, Zentralrat Deutscher Sinti und Roma (Deutschland)
- Riccardo M. Sahiti, Dirigent (Serbien/Deutschland)
- Anna Szász, European Roma Cultural Foundation (Ungarn)
- Zoni Weisz, Aktivist und Holocaust-Überlebender (Niederlande, Beiratsmitglied bis 2016)

Herbert Heuss, Zentralrat Deutscher Sinti und Roma, war ständiger Gast des Beirats.

### Finanzierung
Die Kulturstiftung des Bundes hat den Aufbau von RomArchive mit 3,75 Millionen Euro unterstützt.
Die Bundeszentrale für politische Bildung und das Auswärtige Amt beteiligten sich ebenfalls an der Förderung von RomArchive. Die Bundeszentrale für politische Bildung unterstützt insbesondere die redaktionelle Betreuung des Archivs ab 2019 für weitere fünf Jahre.
Das Goethe-Institut hat die Arbeit von RomArchive unterstützt und mit eigenen Veranstaltungen flankiert.

## Auszeichnungen
- 2020 Grimme Online Award in der Kategorie Wissen und Bildung für Idee, Kuration und Gestaltung. Zur Begründung heißt es: „Das „RomArchive“ setzt dieser Unsichtbarkeit auf künstlerisch inspirierende, informative und wissenschaftlich fundierte Art die Präsentation einer vielfältigen und reichhaltigen Kultur entgegen – und beschämt alle, die Sinti und Roma aus Mitleid oder klammheimlicher Abneigung in die Rolle der ewigen Opfer zu drängen versuchen.“[21]
- 2019 Grand Prix des Europäischen Kulturerbepreis/Europa Nostra Awards[22]